# Armonie della sera International Music Festival
L’Armonie della sera International Music Festival è un festival annuale di classica che si tiene in Italia, in particolar modo nella regione delle Marche.

## Storia
Il festival è nato nel 2005 nel borgo di Ponzano di Fermo, nelle Marche, da un’idea del presidente-direttore artistico, il pianista marchigiano Marco Sollini, con l’obiettivo di unire la musica classica con luoghi d’arte ricchi di storia, portandolo a diffondersi per tutta il territorio marchigiano e ad essere conosciuto a livello nazionale.
Ottiene l’Alto Patronato del Presidente della Repubblica Italiana nel 2012 a testimonianza della rilevanza culturale e dal 2019 il festival si è esteso anche ad altre regioni italiane, dando origine a un cartellone itinerante per tutta Italia che riscopre luoghi ricchi di storia, di bellezza e di poesia.
Particolarmente significativa la media-partnership con Rai Radio 3 che diffonde da molti anni le registrazioni live del festival su scala nazionale ed internazionale, attraverso il circuito di Euroradio. Numerose, inoltre, le collaborazioni attuate in passato con Radio Vaticana, Sky Classica e la rete televisiva olandese Brava Klassiek  che hanno divulgato numerosi concerti del festival.
Tra i musicisti che hanno preso parte al festival troviamo tra gli altri I Solisti Veneti, Sonig Tchakerian, Enrico Dindo, Enrico Bronzi, Leslie Howard, Maurizio Baglini, Maxence Larrieu, Elena Zaniboni, Francesco Manara, Elizabeth Norberg-Schulz e Bruno Canino.

## Premi
Durante il festival vengono, con cadenza annuale, attribuiti alcuni riconoscimenti:

### Premio Marche Musica
Riservato ad un personaggio marchigiano, o in qualche modo legato alla regione Marche, che abbia contribuito alla formazione ed alla migliore diffusione della cultura musicale, come pure della vita artistica, nella regione Marche o alla valorizzazione dei grandi musicisti marchigiani del passato. 
- Annio Giostra (2006): Presidente della Gioventù musicale d’Italia - sez. Fermo
- Antonio Fabi (2007): Presidente della Cappella Musicale del SS. Sacramento di Urbino
- Angelo Fabbrini (2008): Storico accordatore e tecnico preparatore degli strumenti per i più grandi pianisti
- Sergio Ragni (2009): Musicologo ed insigne studioso rossiniano
- Giuseppe Di Chiara (2010): Insigne docente del Conservatorio G. Rossini di Pesaro
- Andrea Carradori (2011): Presidente dell’Associazione Reina Bichi Leopardi Dittajuti
- Giovanni Martinelli (2012): Presidente dell’Accademia Organistica Elpidiense
- Gianfranco Mariotti (2013): Sovrintendente del Rossini Opera Festival
- Fabio Brisighelli (2014): Giornalista, Critico musicale
- David Taglioni (2015): Direttore Artistico Associazione “Appassionata” di Macerata
- Claudio Orazi (2016): Sovrintendente Teatro Carlo Felice di Genova
- Bruno Praticò (2017): Basso-Baritono Rossiniano di fama internazionale
- Pietro Recchi (2018): Fondatore Ass. Marche Musica
- Franco Moschini (2019): già Presidente di Poltrona Frau e sostenitore di musicisti marchigiani

### Premio “Una vita per la musica”
Istituito nel 2008 e destinato ad un personaggio di spicco internazionale che abbia donato molti anni della propria vita ad attività musicali, o legate al mondo della musica, quale interprete, compositore, direttore d’orchestra, organizzatore e che abbia contribuito alla grandezza della vita artistica mondiale quale illustre ambasciatore dell’arte dei suoni.
- Francesco D’Avalos (2008): Direttore d’orchestra
- Roman Vlad (2009): Compositore
- Athena Capodistria (2010): Pianista e Direttore artistico dell’International Music Festival of Santorini
- Martha Argerich (2011): Pianista
- François-Joël Thiollier (2012): Pianista
- Piero Rattalino (2013): Pianista, compositore e critico musicale
- Nazzareno Allevi (2014): Musicista, già direttore della Banda di Porto San Giorgio
- Luis Bacalov (2015): Pianista, compositore e Premio Oscar
- Raina Kabaivanska (2016): Soprano
- Maxence Laurrieu (2017): Flautista
- Meehae Ryo (2018): Violoncellista
- Maria Safariants (2019): Violinista - Direttore Artistico Festival dei Palazzi di San Pietroburgo

### Premio “Artisti del cuore”
Dal 2020 viene istituito il Premio “Artisti del Cuore” riservato ad uno o più musicisti che abbiano dimostrato particolare affezione al Festival. Persone che uniscono alla loro Arte speciali doti di sensibilità umana e di comunicativa.
- Silvia Chiesa e Maurizio Baglini (2020)

## Discografia del festival
Sin dalla prima edizione viene annualmente pubblicato un doppio CD a testimonianza “storica” del festival, con alcuni tra i momenti migliori di ogni edizione; nel 2010 la Fondazione Carifermo ha richiesto e sostenuto una pubblicazione di un cofanetto con sei cd dedicati ad autori diversi con registrazioni “dal vivo” tratte dalle varie edizioni del festival. Sino ad ora sono stati realizzati complessivamente 20 CD audio.
Dal 2012 il festival ha stretto un rapporto di collaborazione con l’etichetta discografica Concerto-Music Media avviando una serie di produzioni discografiche diffuse nel mondo. Particolare attenzione in questo senso viene dedicata alla riscoperta di capolavori di autori italiani e nello specifico di autori marchigiani. Con tale etichetta sono stati prodotti cd dedicati a:
- 2012 - S. RACHMANINOV: Piano works for four and six hands (CD CONCERTO 2073)[5]
- 2013 - G. ROSSINI: Complete chamber music for piano (CD CONCERTO 2076)[6]
- 2013 - P. MASCAGNI: Piano Works for 2 and 4 hands (CD CONCERTO 2080)[7]
- 2013 - G. PUCCINI: Gianni Schicchi - Crisantemi - 6 Piano Works (CD CONCERTO 2082)[8]
- 2013 - N. VACCAJ: 16 Chamber Arias for voice and piano (CD CONCERTO 2084)[9]
- 2014 - G. MENOTTI: The Telephone – Ou l’amour à trois. (CD CONCERTO 2087)[10]
- 2015 - G. B. PERGOLESI: Pergolesi’s Fortune. Authentic and spurious works for keybord (CD CONCERTO 2083)[11]

Nell’agosto 2012 è stato inoltre realizzato, come omaggio allegato a “Il Resto del Carlino”, in tutta la regione Marche, il sopracitato CD dedicato a musiche di Rossini e nell’agosto 2013 la stessa operazione è stata dedicata alle arie da camera del compositore marchigiano Nicola Vaccaj del quale è stata anche prodotta l’edizione a stampa della partitura dall’editore Concerto-Music Media.